# Diözese Norwich

Wappen der Diözese

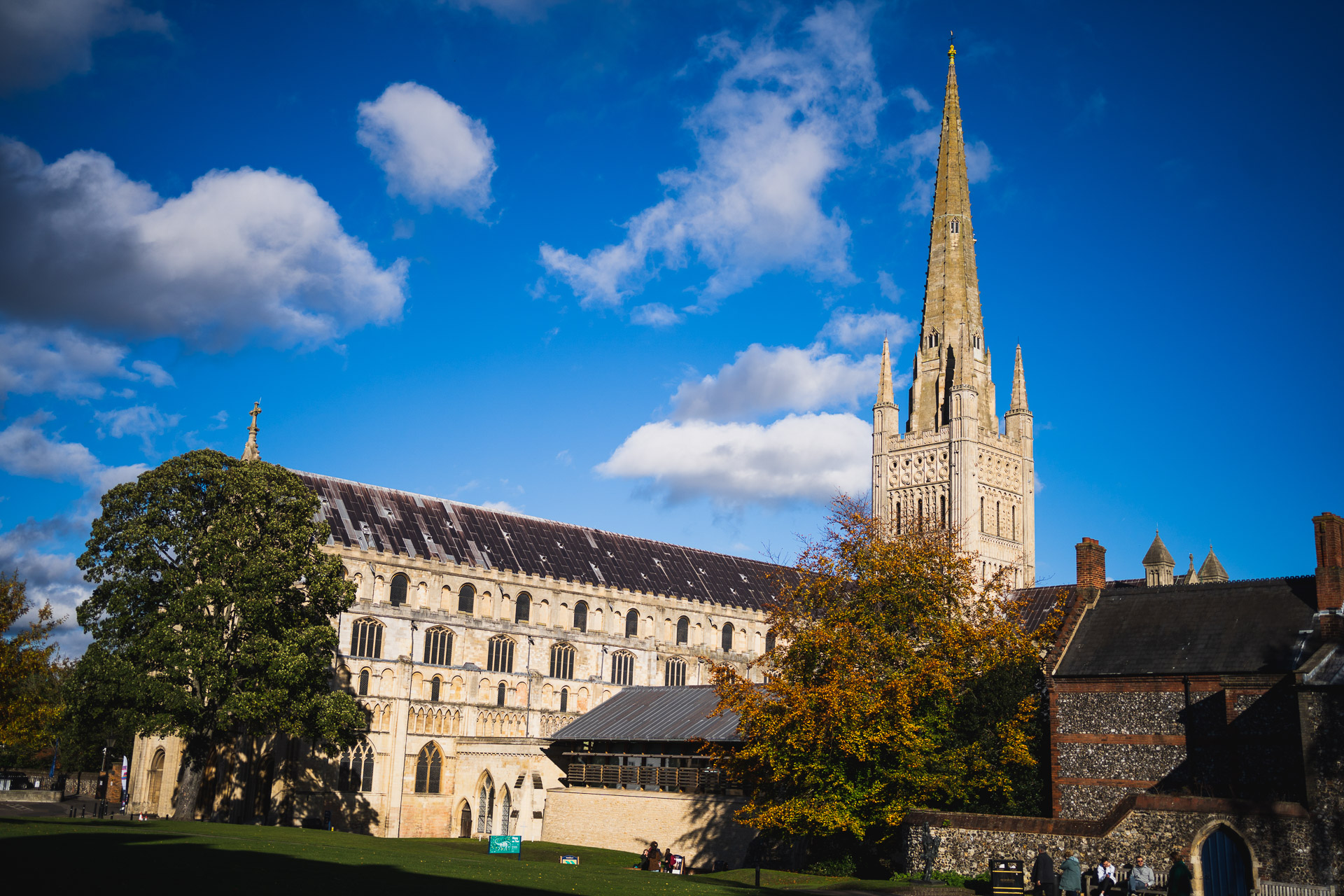
Kathedrale von Norwich

Die Diözese Norwich (lat.: Dioecesis Norvicensis) ist eine anglikanische Diözese in der Kirchenprovinz Canterbury der Church of England mit Sitz in Norwich. Bis zur englischen Reformation war sie eine römisch-katholische Diözese. Bischofssitz ist die Kathedrale von Norwich.

## Diözesangebiet
Die Diözese umfasst das Gebiet von Norfolk. Suffragane sind Lynn und Thetford.

## Geschichte
Das Bistum Norwich führt diesen Namen erst seit dem 11. Jahrhundert. Die Vorläufer des Bistums gehen aber 500 Jahre weiter zurück. Mit dem Rücktritt von Bifus von East Anglia im Jahre 673 wurde das Bistum von dem Erzbischof von Canterbury, Theodor von Tarsus, auf die beiden Bischofssitze Elmham und Dunwich aufgeteilt. Die Daten der Bischöfe bis ca. 1000 sind nur sehr ungenau überliefert.
Etwa um 945 erfolgte die Wiederzusammenlegung der beiden Standorte. Unter Bischof Herfast wurde der Bischofssitz 1067 nach Thetford verlegt, bevor er 1095 endgültig nach Norwich kam. 1096 wurde durch Bischof Herbert de Losinga der Grundstein für die Kathedrale von Norwich gelegt.
Die Bischöfe von Norwich gehörten bis 1532 der Römisch-katholischen Kirche an, danach (mit Unterbrechungen) der Church of England.